# Ramil Səfərov
Ramil Sahib oğlu Səfərov, a sajtóban gyakran mint Ramil Szafarov (Jabrayil, Azerbajdzsáni SZSZK, 1977. augusztus 25. –) az azerbajdzsáni hadsereg őrnagya, aki egy örmény katonatársa meggyilkolása miatt vált ismertté, amit Magyarországon követett el 2004-ben.

## Életpályája
Səfərov 1977. augusztus 25-én született a szovjetunióbeli Jabrayilban. Állítása szerint tizenéves korában, a Hegyi-Karabahért folytatott háborúban több családtagját a szeme láttára ölték meg örmények, egyik korábbi nyilatkozata szerint azonban 1992 és 1996 között Bakuban és Törökországban tanult. Szülővárosa azóta is örmény megszállás alatt áll. Ezután lépett be az azeri hadseregbe, hogy minél több örményt ölhessen meg.

### Magyarországon
Səfərov a NATO Partnerség a Békéért program keretében részt vett egy, a budapesti Zrínyi Miklós Nemzetvédelmi Egyetemen 2004 elején tartott angol nyelvtanfolyamon, amin Gurgen Margarján (örményül: Գուրգեն Մարգարյան) örmény tiszttel szomszédos szobában volt elszállásolva. Səfərov 2004. február 19-én éjszaka baltával lefejezte az alvó Margarjánt, a vele egy szobában lévő magyar katonát, Kuti Balázst azonban nem bántotta. Ezután a következő szobába akart menni, hogy az ott alvó örménnyel is végezzen. A bíróság előtt kijelentette: tettének indítéka az azerbajdzsániak és az örmények közti konfliktusban rejlik, továbbá azt állította, hogy az örmény tiszt folyamatosan provokálta és gúnyolta őt.
Előzetes letartóztatása idején a büntetés-végrehajtási intézményben rátámadt az őrökre, ami miatt újabb eljárás indult ellene, és nyolc hónap, két évre felfüggesztett börtönbüntetést kapott. 2004-ben Azerbajdzsán diplomáciai képviseletet hozott létre Budapesten, kizárólag Səfərov védelme érdekében. Ügyét az azeri nagykövetség kérésére Magyar György ügyvéd látta el, később bekapcsolódott a védelembe egy azeri ügyvéd is, azonban megnyilvánulásai miatt a tárgyalásokon ezután erőteljesen megjelent a nacionalizmus. Ügyvédje az eljárás során azzal érvelt, hogy Azerbajdzsánban nem számít bűncselekménynek egy örmény megölése. 2006 tavaszán a bíróság előre kitervelt módon, különös kegyetlenséggel és aljas indokból elkövetett emberölés bűntettéért legkorábban 30 év múlva felülvizsgálható életfogytiglanra és Magyarországról 10 évre való kiutasításra ítélte. (A tényleges életfogytiglannal ellentétben az egyszerű életfogytiglan nem zárja ki, hogy a megszabott minimális idő letelte után az elítéltet jó magaviseletért szabadon engedjék.) Ali Haszanov, az azerbajdzsáni elnöki adminisztráció politikai osztályvezetője szerint a Səfərovra kiszabott büntetés túl súlyos volt, elmondása szerint 15 évnél többet ezért nem szokás Európában kiszabni, és az elítélt jó magaviselet miatt 7,5 év múlva szabadulhat. Haszanov az örmény lobbinak tulajdonította a szerinte súlyos ítéletet.
Səfərov a börtönben lefordította anyanyelvére Szabó Magda Az ajtó és Molnár Ferenc A Pál utcai fiúk című művét.

### Kiadatási ügye
Hazájában Səfərovot hősként ünnepelték, többször kérték a hazaszállítását, amit a magyar állam rendre elutasított, majd 2012 augusztusában váratlanul változtatott az álláspontján, és (örmény civil szervezetek tiltakozása ellenére) augusztus 31-én átadta az azerbajdzsáni hatóságoknak az elítélt személyek átszállításáról szóló 1983-as strasbourgi Európai Egyezményre hivatkozva (amelyet Magyarországon az 1994. évi XX. törvény hirdetett ki). Annak ellenére, hogy az azeri kormány hivatalos levélben vállalta, hogy a büntetést nem alakítják át, Səfərovot hazaérkezése után İlham Əliyev elnök azonnal kegyelemben részesítette. Szerzs Szargszján örmény elnök ezután bejelentette, hogy hazája minden diplomáciai és hivatalos kapcsolatot megszakít Magyarországgal. A hazaszállított Səfərovot hősként köszöntötték, és hadnagyból őrnaggyá léptették elő. Az azeri média az eseményt jelentős diplomáciai sikerként értékelte. Az amnesztiát üdvözölte az elnök pártjának, az Új Azerbajdzsán Pártnak az alelnöke, Ali Ahmedov. Sok azeri nem tartja hősnek Səfərovot tettéért, azonban a rá kiszabott büntetést túl súlyosnak, a hazahozatalát pedig örömtelinek mondták. Az örmény felháborodásra válaszul az azeriek részéről előkerült Varoujan Garabedian örmény ASALA-tag ügye, aki 1983-ban Párizsban egy török gépet akart felrobbantani, és 8 embert megölt. 17 év raboskodás után az örmények elérték a hazaszállítását; a jereváni polgármestertől lakást és munkát kapott, és az örmény miniszterelnök is ünnepélyes keretek között fogadta.
Mind a magyar kormány, mind Azerbajdzsán vezetése a nemzetközi joggal összhangban állónak ítélte meg a hazaszállítást, és az azeri külügyminisztérium szóvivője nyilatkozatában hisztérikusnak nevezte az örmény elnök megnyilatkozásait.
A büntetés-végrehajtás átadása nem sokkal azután történt, hogy Orbán Viktor miniszterelnök, majd Szijjártó Péter külügyi és külgazdasági államtitkár is Azerbajdzsánba utazott egy lehetséges gazdasági együttműködésről tárgyalni, napokkal a döntés előtt pedig olyan sajtóértesülések jelentek meg, amik szerint az azeri állam 2-3 milliárd euró értékben vásárolna magyar államkötvényt. A Közigazgatási és Igazságügyi Minisztérium sajtótájékoztatón cáfolta, hogy a Səfərov hazaküldéséről szóló döntésnek (amire az elítéltek átszállításáról szóló 1983-as strasbourgi egyezmény Magyarországot feljogosítja, de nem kötelezi) köze lenne bármilyen magyar-azeri titkos megegyezéshez; ugyanakkor Novruz Mammadov, az azeri elnöki hivatal osztályvezetője szerint a döntés Orbán Viktor azerbajdzsáni tárgyalásai során született meg, és egy éven át tartó titkos tárgyalások előzték meg. Szijjártó Péter erre úgy reagált, hogy „sokaknak élénk a fantáziája, de a helyzet az, hogy egy száraz nemzetközi jogi eset és két ország gazdasági együttműködése semmilyen módon nincs hatással egymásra”. Szeptember 4-én az azeri állami olajalap, a SOFAZ is bejelentette, hogy nem terveznek magyar államkötvényeket vásárolni.
Magyarországon is jelentős visszhangot váltott ki az esemény. Az ellenzéki parlamenti pártok közül egyedül a Jobbik Magyarországért Mozgalom értett egyet a hazaszállítás helyességével, míg a többi párt kritizálta azt. Az MSZP kezdeményezte az Országgyűlés alkotmányügyi, igazságügyi és ügyrendi bizottsága rendkívüli ülésének összehívását az események miatt, a Demokratikus Koalíció Navracsics Tibor igazságügyi miniszter lemondását követelte, a Lehet Más a Politika pedig magyarázat adását kérte a kormánytól. A Facebookon több „Bocsánatot kérünk, Örményország” elnevezésű, magyar és angol nyelvű csoport alakult. A hazaszállítás kifigurázásra több internetes mém is megjelent már. Kupper András fideszes politikus, a magyar–örmény baráti tagozat elnöke a Facebookon azt írta: „világos, hogy az azeriek átvágtak minket”. Erdő Péter bíboros szolidaritásáról biztosította az örmény keresztényeket, és a magyar református és evangélikus egyház vezetői közös levélben fejezték ki együttérzésüket.
Səfərov felmentését az USA külügyi és elnöki hivatala is aggasztónak nevezte, és Magyarországtól is magyarázatot kértek az ügyben.
A magyar Külügyminisztérium szeptember 2-án jelezte Azerbajdzsán budapesti nagykövetének, hogy Magyarország elfogadhatatlannak tartja a kiadatási ügyben zajlott azeri eljárást, amelynek során Səfərovot elnöki kegyelemben részesítették.

## A feltételezett váltságdíj ügye
Az OCCRP nevű nemzetközi újságírói szervezet banki bizonyítékokkal alátámasztott tényfeltárása szerint Azerbajdzsán egy nemzetközi feketekassza segítségével fizetett le európai politikusokat. Az ügyben érintett cégek egy szövevényes céghálót alkottak, amelyet azért hoztak létre, hogy az azerbajdzsáni elit tisztára tudjon mosni pénzeket. Összesen 2,9 milliárd amerikai dollárt (760 milliárd forintot) mozgattak meg. Rádi Antónia és Kőműves Anita nyomozásából pedig az is kiderült: a pénzből összesen több mint 9 millió dollár (2,3 milliárd forint) Magyarországra is érkezett az ő kiadatása idején. A Polt Péter által vezetett ügyészség úgy jutott arra az álláspontra, hogy nem kell nyomozni, hogy közben 13 ezer oldalnyi banki dokumentum igazolja a nemzetközi pénzmosoda működését.